# Zamagiria australella
Zamagiria australella är en fjärilsart som beskrevs av George Duryea Hulst 1900. Zamagiria australella ingår i släktet Zamagiria och familjen mott. Inga underarter finns listade i Catalogue of Life.